# 프리부르역
프리부르역(프랑스어: Gare de Friborg, 독일어: Bahnhof Freiburg im Üechtland)은 스위스 프리부르주의 주도인 프리부르 지자체에 서비스를 제공한다. 1862년에 문을 열었으며, 스위스 연방 철도에서 소유 및 운영하고 있다.
역은 올텐-로잔 철도 노선의 원래 부분인 로잔-베른 철도(프랑스어: Ligne du Plateau suisse, 독일어: Mittellandlinie)의 일부를 형성한다. 또한 이베르동-레-뱅-파예른-프리부르 철도 및 프리부르-인스 철도의 교차점이기도 하다.

## 위치
프리부르역은 역 건설 이후로 구시가지에서 기차역 구역으로 옮겨온 도심 한복판에 있다.

## 역사
역은 1862년 8월 20일 로잔-베른 철도의 프리부르-베른 구간이 완공되면서 스위스 서부 철도에 의해 개통되었다.
역 바로 북쪽에 있는 자네강 위에 352m 길이의 그랑피 고가교(Grandfey Viaduct)를 건설해야 하기 때문에 해당 구간의 완공이 2년 동안 지연되었다. 1862년 9월 2일 로잔과 프리부르 사이의 나머지 구간이 개통되었다.
프리부르의 첫 번째 역 건물은 단순한 목조 오두막이었다. 1872년과 1873년 사이에 오두막 옆에 더 실질적인 대체 건물이 건설되었다. 새 건물의 디자인은 건축가 아돌프 프레스(Adolphe Fraisse)에게 맡겨졌다.
처음에 군대는 로잔-베른 철도가 프리부르를 통과하는 것을 원하지 않았다. 군부는 분쟁이 발생할 경우 라인이 너무 ‘취약’할 것이라고 믿었다. 정부와 시는 노선과 역을 놓고 싸워야 했다. 1905년까지 당국은 1928년에 완공된 새로운 역 건물을 원했다.
2007년 9월 7일에 1872년 역 건물은 450만 스위스 프랑에 카페, 엔터테인먼트 홀, 두 개의 축제 극장을 통합한 문화 센터가 되었다. 지역적으로 중요한 스위스 문화유산 (클래스 B), 건물에는 누보 몽드와 극장, 프리부르 국제 영화제와 벨뤼아르 볼베르크 인터내셔널 영화제가 있다.

## 운행편
2021년 12월 시간표 변경에 따라 프리부르에서 다음 서비스가 정차한다.
- 인터시티 : 제네바 공항과 장크트갈렌 사이를 매시간 운행하다.
- 인터레기오 : 제네바 공항과 루체른 사이를 매시간 운행하다.
- RER 프리부르 :
  - RE / RE :뷸레와 뒤딩엔, 베른까지 매시간 운행.
  - S20 / S21 :
    - 주중: 인스와 로몽 사이 30분 간격 운행 ; S20 열차는 뇌샤텔까지 계속 운행하다.
    - 주말: 인스까지 30분 간격 운행 S21 열차는 로몽까지 계속 운행된다.

  - S30 : 이베르동-레-뱅까지 30분 간격 운행.
- 베른 S-반 S1 : 툰까지 30분 운행.

## 인터체인지
TPF 트롤리버스선을 포함하여 대중교통 프리부르주아가 운행하는 7개의 도시 버스 노선이 역에서 기다린다.

## 같이 보기
- 스위스의 철도